# Dolichopeza fluminis
Dolichopeza fluminis är en tvåvingeart som beskrevs av Wood 1952. Dolichopeza fluminis ingår i släktet Dolichopeza och familjen storharkrankar. Inga underarter finns listade i Catalogue of Life.